# Donatas Zavackas
Donatas Zavackas (ur. 23 kwietnia 1980 w Kłajpedzie) – litewski koszykarz, występujący na pozycji silnego skrzydłowego.

## Osiągnięcia
Na podstawie, o ile nie zaznaczono inaczej.

### NCAA
- Uczestnik rozgrywek Sweet 16 turnieju NCAA (2002, 2003)
- Mistrz:
  - turnieju konferencji Big East (2003)
  - sezonu regularnego Big East (2002, 2003)

### Drużynowe
- Mistrz:
  - Eurocup (2009)
  - Ligi Bałtyckiej (2009)
  - Litwy (2009, 2010)
  - Łotwy (2012, 2013)
- Wicemistrz:
  - Ligi Bałtyckiej (2010)
  - Litwy (2016)
- Brązowy medalista mistrzostw Litwy (2008)
- Zdobywca pucharu:
  - Ligi Bałtyckiej (2008)
  - Pucharu Litwy (2009, 2010)
- Finalista pucharu:
  - Ligi Bałtyckiej (2009)
  - Polski (2004)

### Indywidualne
- MVP ligi litewskiej (2008)
- Uczestnik meczu gwiazd ligi:
  - litewskiej (2008)
  - łotewskiej (2013)
- Zwycięzca konkursu rzutów za 3 punkty ligi niemieckiej (2012)
- Lider w skuteczności rzutów za 3 punkty ligi:
  - litewskiej LKL  (2010, 2015)
  - łotewskiej (2012, 2013)

### Reprezentacja
- Uczestnik mistrzostw Europy:
  - U–20 (2000 – 10. miejsce)
  - U–18 (1998 – 9. miejsce)